# Les Couleurs de Marcade
Les Couleurs de Marcade est le quatrième tome de la série de bande dessinée Le Cycle de Cyann.

## Fiche technique
- Scénaristes : François Bourgeon et Claude Lacroix
- Dessinateur : François Bourgeon
- Année de publication : 2007
- Genre : science-fiction
- Éditeur : Vents d'Ouest
- Nombre de planches : 70 pages – couleur
- (ISBN 978-2-7493-0239-3)

## Synopsis
Cyann arrive sur Marcade, une planète où tout se paye et où siège la « Micomi Compagnie Urbique (MCU) » qui exploite Aldaal.
Elle découvre que ses pérégrinations l'ont non seulement fait voyager dans l'espace, mais aussi dans le temps. Elle tente alors de rejoindre ☉lh, sa planète d'origine.